# 大埔郷

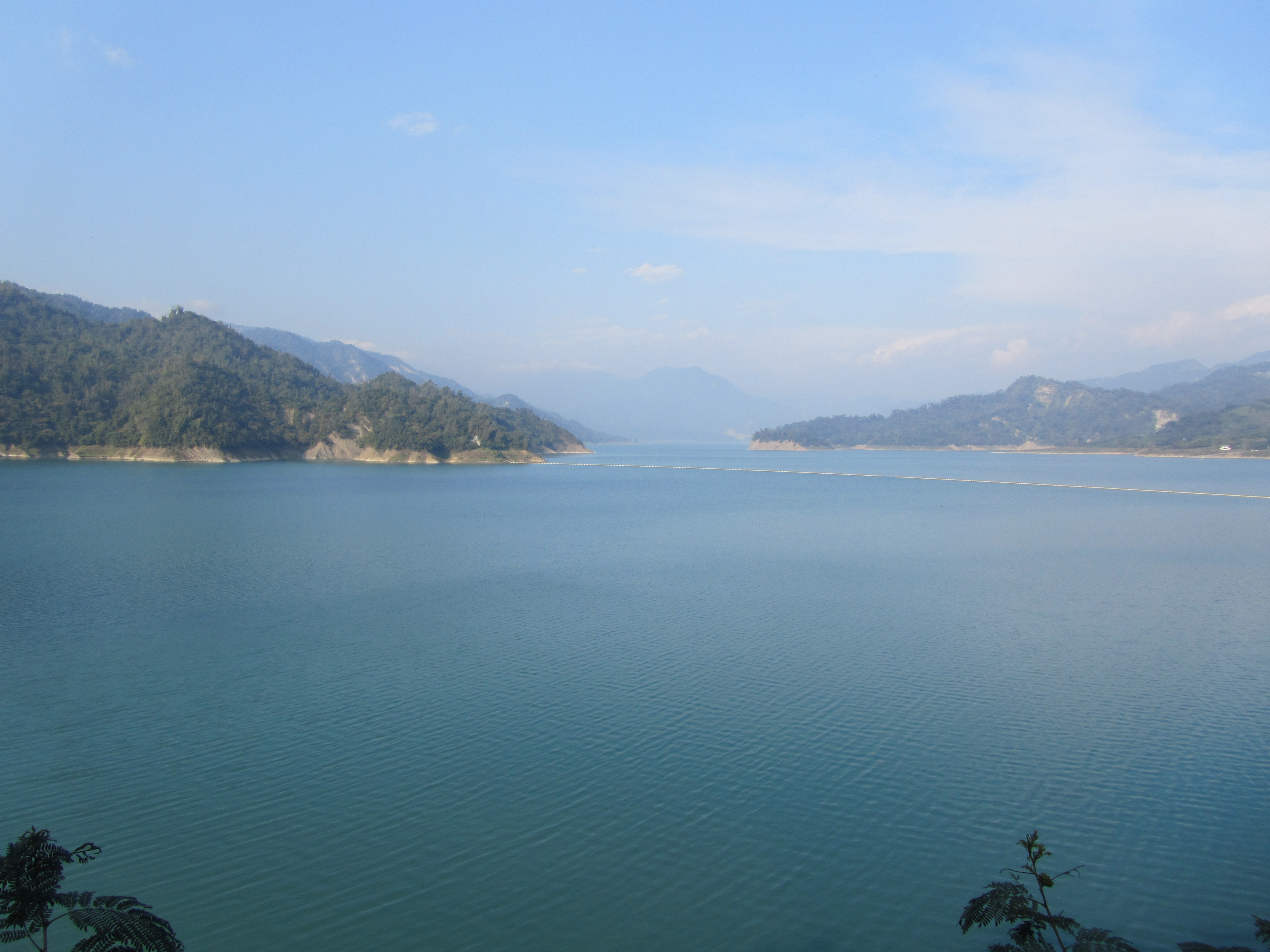
曽文ダム湖

大埔郷（ダープー/たいほ-きょう）は台湾嘉義県の郷。

## 地理
大埔郷は嘉義県の東南端に位置し、東は阿里山郷及び高雄市那瑪夏区と、西は台南市白河区及び東山区と、南は台南市南化区及び楠西区と、北は中埔郷及び番路郷とそれぞれ接している。嘉義県で人口が最も少ない郷鎮である。嘉義市への通勤率は約7.5％。
大埔は阿里山山脈に位置し、全体の90%以上は国有林または保安林により構成されている。また台湾最大のダムである曽文水庫を有している。このダム建設に伴い山間部が水没したため、農業の発展に制限を受け、現在は観光業を中心としているが人口が希薄な郷鎮となっている。

## 行政区
| 村                                     |
| -------------------------------------- |
| 大埔村、茄苳村、西興村、和平村、永楽村 |

## 歴代郷長
| 代 | 氏名 | 任期 |
| -- | ---- | ---- |

## 教育

### 国民中学
- 嘉義県立大埔国民中学

### 国民小学
- 嘉義県立大埔国民小学

## 交通
| 種別 | 路線名称      | その他               |
| ---- | ------------- | -------------------- |
| バス | 7301嘉義-大埔 | 嘉義県公共汽車管理処 |
| 省道 | 台3線         | 番路郷 - 大埔郷 -    |

## 観光

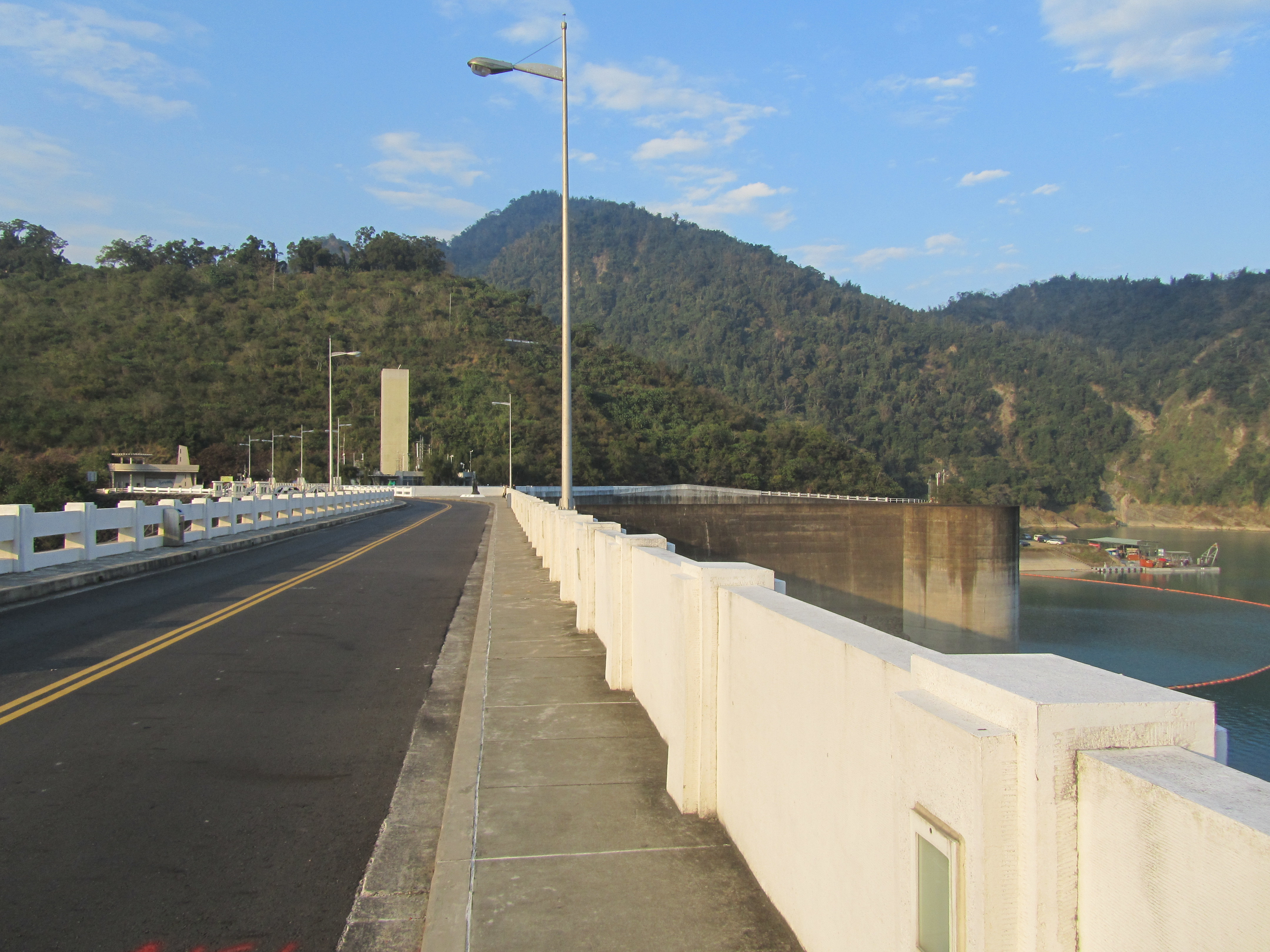
曽文ダムの天端

- 曽文水庫
- 青雲瀑布（中国語版）
- 嘉義農場
- 大埔橋
- 射兔潭吊橋
- 湖浜公園
- 草蘭渓大瀑布
- 白馬亭
- 大凍山（中国語版）